# Avalon Project
L'Avalon Project est une bibliothèque numérique de documents relatifs au droit, à l'histoire et à la diplomatie. Le projet fait partie de la bibliothèque de droit Lillian Goldman de la Yale Law School .
Le projet comporte des versions électroniques en ligne de documents datant du début de l'histoire, ce qui permet d'étudier le texte original des documents non seulement très célèbres, tels que la Magna Carta, la Déclaration des droits anglaise et la déclaration des droits (États-Unis), mais aussi le texte de documents moins connus mais importants qui marquent des points tournants dans l'histoire du droit et des droits.
Le site dispose de tous les outils de recherche et d'un centre de comparaison électronique du texte de deux documents.
Le même site web éberge également le Project Diana: Archive en ligne des Droits de l'homme.